# I'm the One
«I'm the One» es una canción del grupo de metal industrial Static-X. Es la segunda pista y el primer sencillo de su álbum Start a War. El sencillo está disponible en descarga digital en la página web de Static-X. Alcanzó el número 22 en el Billboard Mainstream Rock Tracks. El video musical está dirigido por P. R. Brown.

## Lista de canciones
Descarga digital
1. «I'm the One» – 2:36